# Annavāsal
Annavāsal är en ort i Indien.   Den ligger i distriktet Pudukkottai och delstaten Tamil Nadu, i den södra delen av landet, 2 000 km söder om huvudstaden New Delhi. Annavāsal ligger 128 meter över havet och antalet invånare är 7 862.
Terrängen runt Annavāsal är platt. Runt Annavāsal är det tätbefolkat, med 297 invånare per kvadratkilometer. Närmaste större samhälle är Pudukkottai, 15,9 km sydost om Annavāsal. Omgivningarna runt Annavāsal är en mosaik av jordbruksmark och naturlig växtlighet.